# أمامة بنت عثمان الزرقية
أمامة بنت عثمان بن خالدة الأنصارية الزرقية، وزوج ثابت بن الجذع بن زيد بن الخزرج، ذكرها ابن سعد في المبايعات للرسول محمد.